# Louis-Mathieu Verdilhan
Louis Mathieu Verdilhan né à Saint-Gilles-du-Gard le 24 novembre 1875 et mort à Marseille le 15 décembre 1928 est un peintre français.
Son frère cadet, André Alexandre Verdilhan, est aussi peintre mais également sculpteur.

## Biographie
La famille de Louis Mathieu Verdilhan s’installe dans le quartier des Chartreux à Marseille en 1877. Issu d’une famille pauvre, il entre en apprentissage chez un peintre en bâtiment en 1890 mais s'initie au dessin avec le soutien de l'artiste peintre marseillais Eugène Giraud (Marseille 1848-1937). Dès 1895, il ouvre un atelier qu'il gardera toute sa vie au 12, rue Fort-Notre-Dame. En 1898, il part pour la première fois à Paris et travaille chez le décorateur Adrien Karbowsky chargé d'une partie de l'ornementation du Salon du bois du pavillon des Arts décoratifs pour l'Exposition universelle de 1900, puis rentre l’année suivante à Marseille. En 1902, il perd son œil gauche, ce qui ne l'empêche pas de peindre.
Sa carrière artistique débute en 1902 à Marseille avec une exposition à la rue Saint-Ferréol puis, en 1905, une exposition au palais des architectes à l’avenue du Prado. Il expose également à Paris dès 1906 au Salon des indépendants : Champs de coquelicots (1906), Prêtre et enfant de chœur (1910), Place de l'horloge (1911), Maison à l'amandier (1913), La Cruche aux fleurs (1914). À partir de 1908 il participe  également au Salon d'automne. En 1909, il passe six mois à Versailles où il réalise de nombreux tableaux. Il occupe de 1910 à 1914 un atelier au 12, quai de Rive Neuve, dans des entrepôts où sont déjà installés les peintres Girieud et Lombard — local qui sera plus tard, de 1946 à 1993 l'atelier du peintre François Diana. Mobilisé à Toulon lors de la Première Guerre mondiale, Louis Mathieu Verdilhan côtoie Albert Marquet dont il subit l’influence, mais aussi André Suarès et Antoine Bourdelle.
Après la guerre, il réside successivement à Aix-en-Provence, Cassis et Toulon. Le 16 mars 1919, il épouse Hélène Casile, fille cadette du peintre Alfred Casile. Sa notoriété augmente et il expose jusqu'à New York à la galerie Kraushaar. Il effectue pour la Ville de Marseille la peinture d’un panneau pour l’opéra de Marseille : cette toile représente la fête du 14 juillet à Marseille et a été très critiquée lors de l'inauguration de l'opéra.
Passionné par le Vieux-Port, il en fit plus 130 représentation entre 1913 et 1920[réf. nécessaire].
Il meurt d’un cancer du larynx, le 15 décembre 1928. Sa veuve se remarie avec un ingénieur polytechnicien, Gaston Vanneufville, et aura une fille : l’actrice Geneviève Casile.

## Œuvres dans les collections publiques

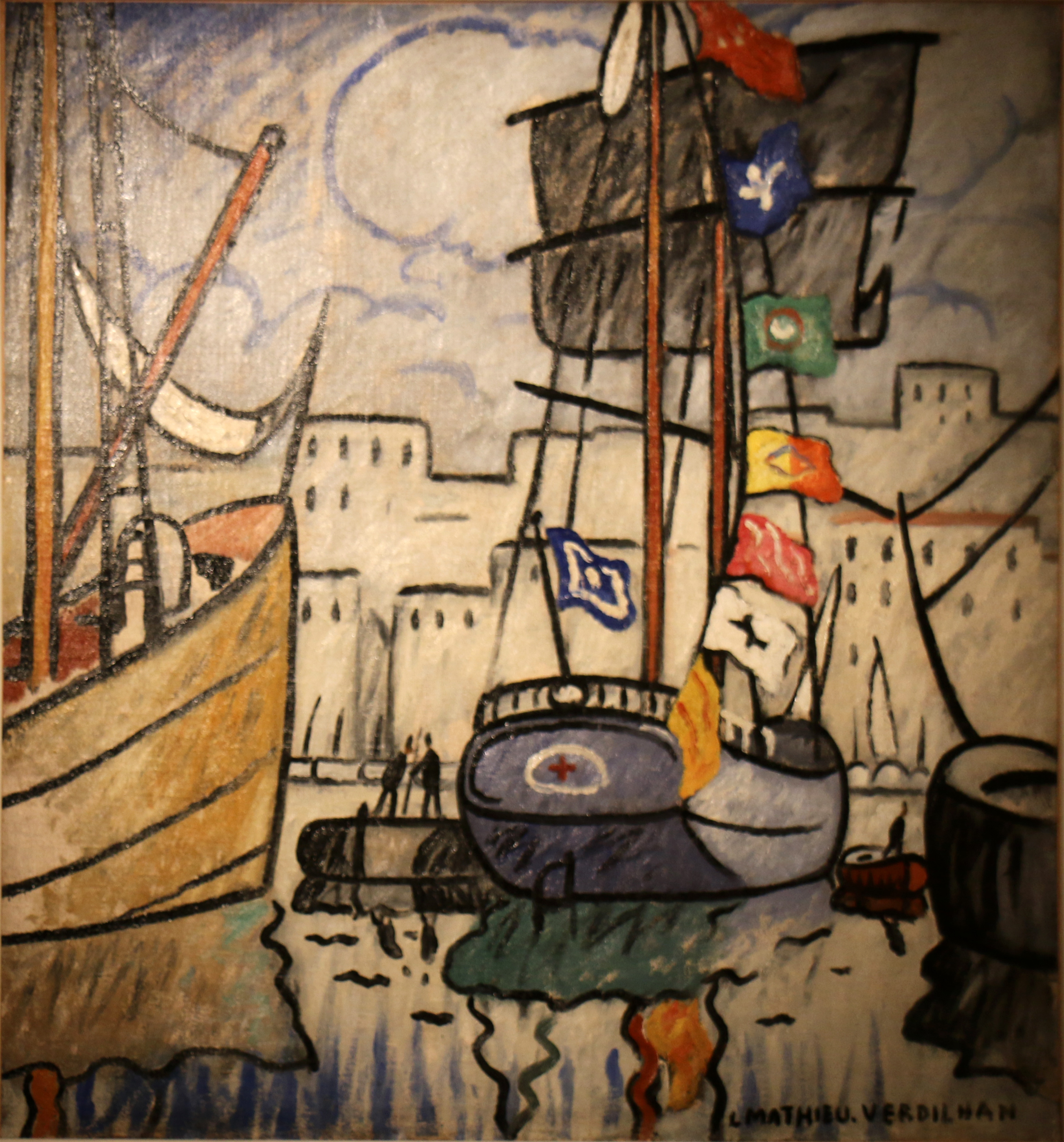
Le grand Pavois dans le port de Marseille, Martigues, musée Ziem.

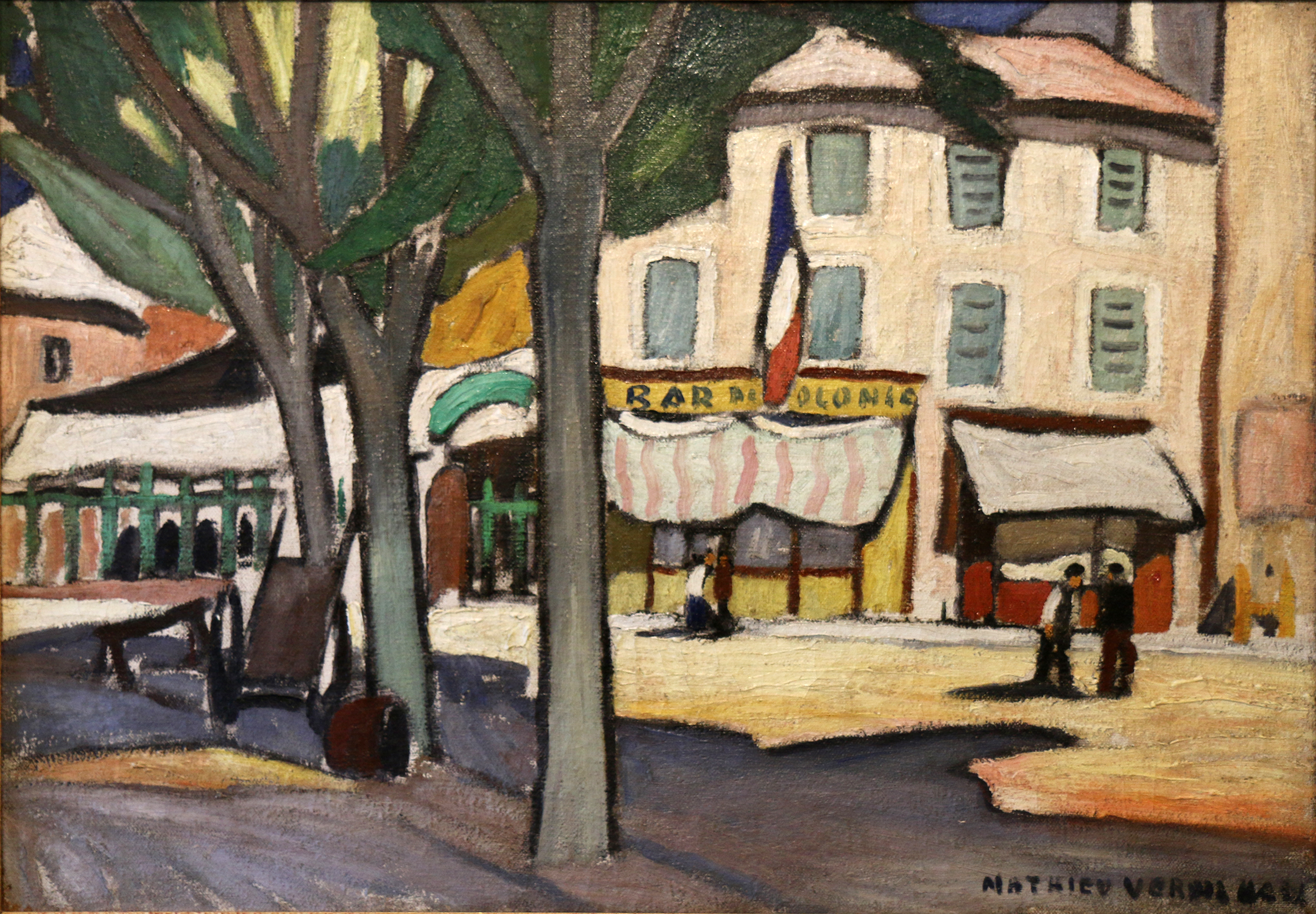
Le Bar des colonies à Toulon, Martigues, musée Ziem.

- Albi, musée Toulouse-Lautrec : Bateau à quai.
- Avignon, musée Calvet : Vue du Vieux-Port à Marseille.
- Granville, musée d'art moderne Richard Anacréon : Paysage provençal[3].
- Grenoble, musée de Grenoble : Portrait d'homme[4].
- Marseille : 
  - musée des Beaux-Arts :
    - Vue du port de Marseille[5] ;
    - Mairie sur la côte[6].

  - musée Cantini :
    - Autoportrait[7] ;
    - Le Vieux-Port[8] ;
    - Le Bestiaire[9] ;
    - Le Pont transbordeur[10] ;
    - Mairie sur la côte[11] ;
    - Vue du port de Marseille[12].
- Martigues, musée Ziem :
  - Le grand Pavois dans le port de Marseille ;
  - Le Vieux-Port à Marseille, 1927 ;
  - Le Bar des colonies à Toulon.
- Paris, musée d'Art moderne de Paris : 
  - Le Déjeuner, sépia ;
  - Port de Marseille, vers 1920, huile sur toile, 80 × 116 cm[13].
- Toulon, musée d'Art de Toulon :
  - Coin de parc, vers 1911, huile sur toile, 80 × 105 cm ;
  - Littoral varois, vers 1907, huile sur toile, 70 × 91 cm ;
  - Village de Provence, huile sur toile, 80 × 150 cm[14].

Œuvres de Louis Mathieu Verdilhan, localisation inconnue
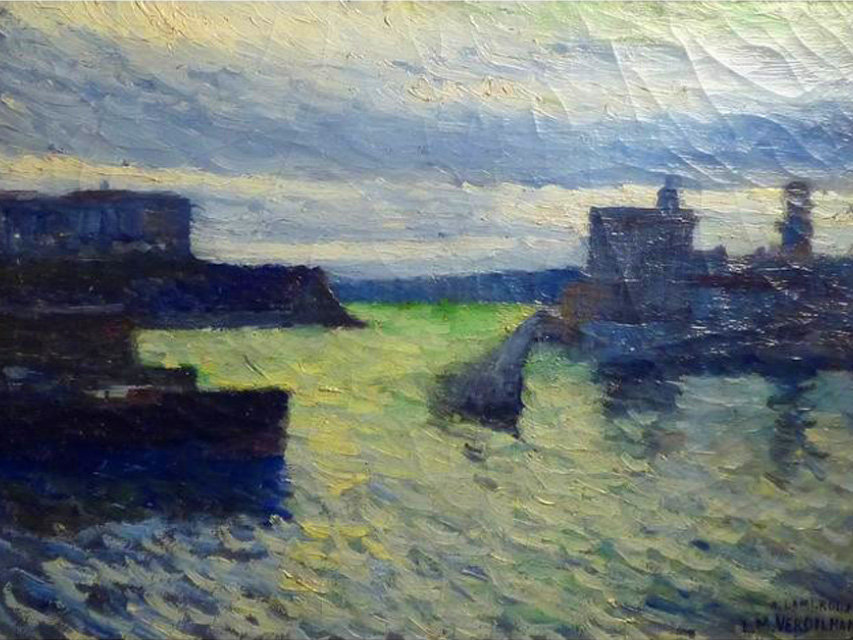
Saint-Gilles-du-Gard
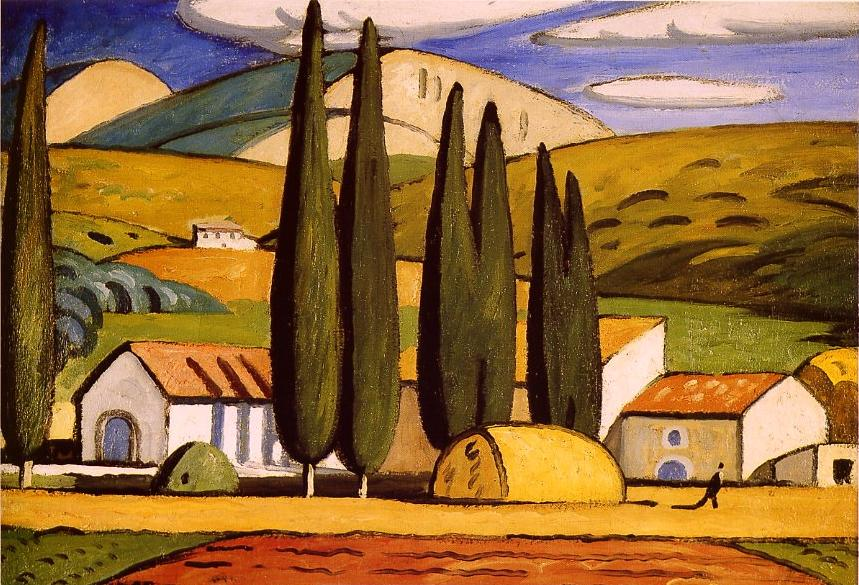
Paysage, maison et cyprès
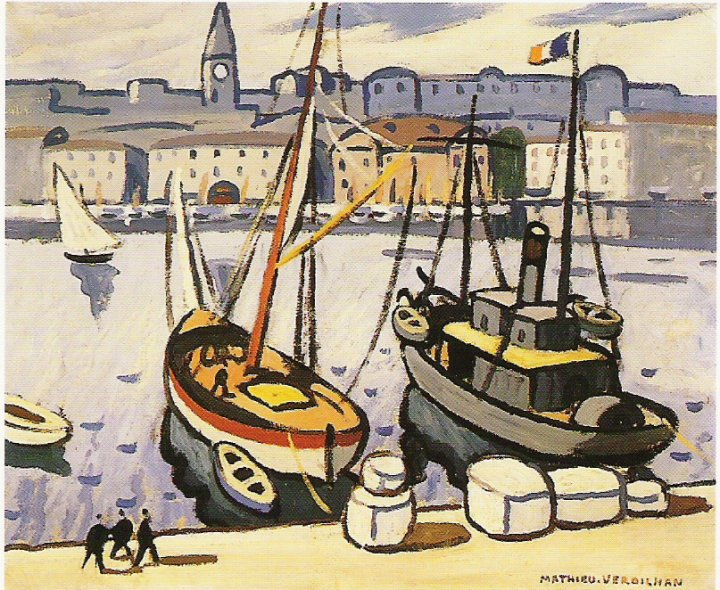
Le Vieux-Port de Marseille (1905)
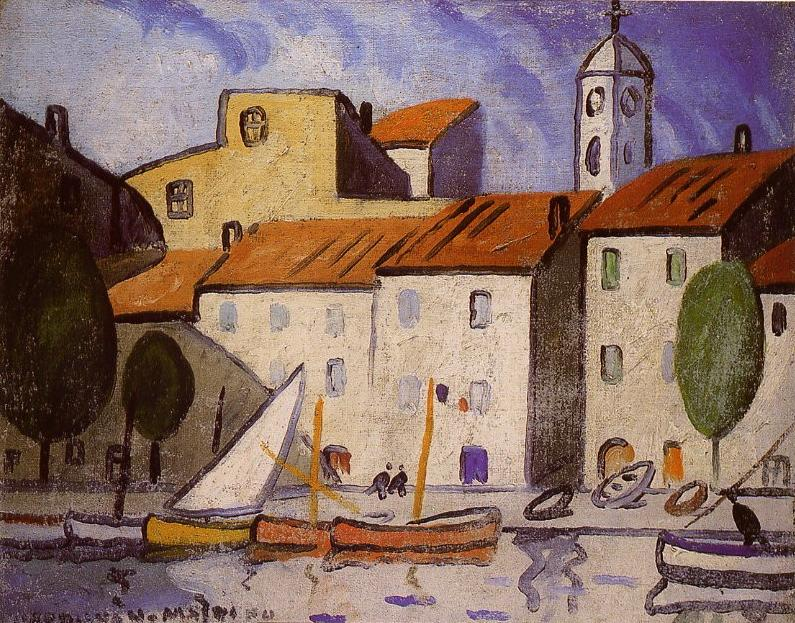
Le Port de Martigues